# Liste von Bergen und Erhebungen in Niedersachsen

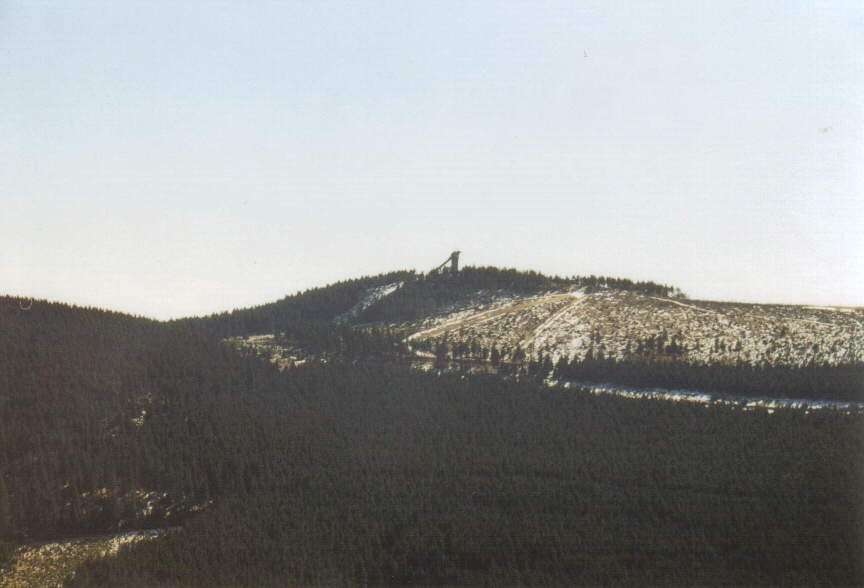
Wurmberg, höchster Berg Niedersachsens; Blick von Brockenbahntrasse

Die Liste von Bergen und Erhebungen in Niedersachsen zeigt eine Auswahl von Bergen, Erhebungen und Bergausläufern im deutschen Bundesland Niedersachsen − nach Höhe in Meter (m) über Normalhöhennull (NHN) sortiert:

## Höchste Berge und Erhebungen niedersächsischer Landschaften
In folgender Tabelle ist der/die jeweils höchste Berg und Erhebung verschiedener niedersächsischer Landschaften aufgeführt.
In der Spalte Landschaft sind großflächige Mittelgebirge fett geschrieben. Durch Klick auf das (zumeist) in der Spalte „Bergliste“ stehende Wort „Liste“ gelangt man – teils auch außerhalb Niedersachsens – zu weiteren Bergen dieser Landschaft oder deren Region. 
Die in der Ausgangsansicht nach Höhe sortierte Tabelle ist durch Klick auf die Symbole bei den Spaltenüberschriften sortierbar.

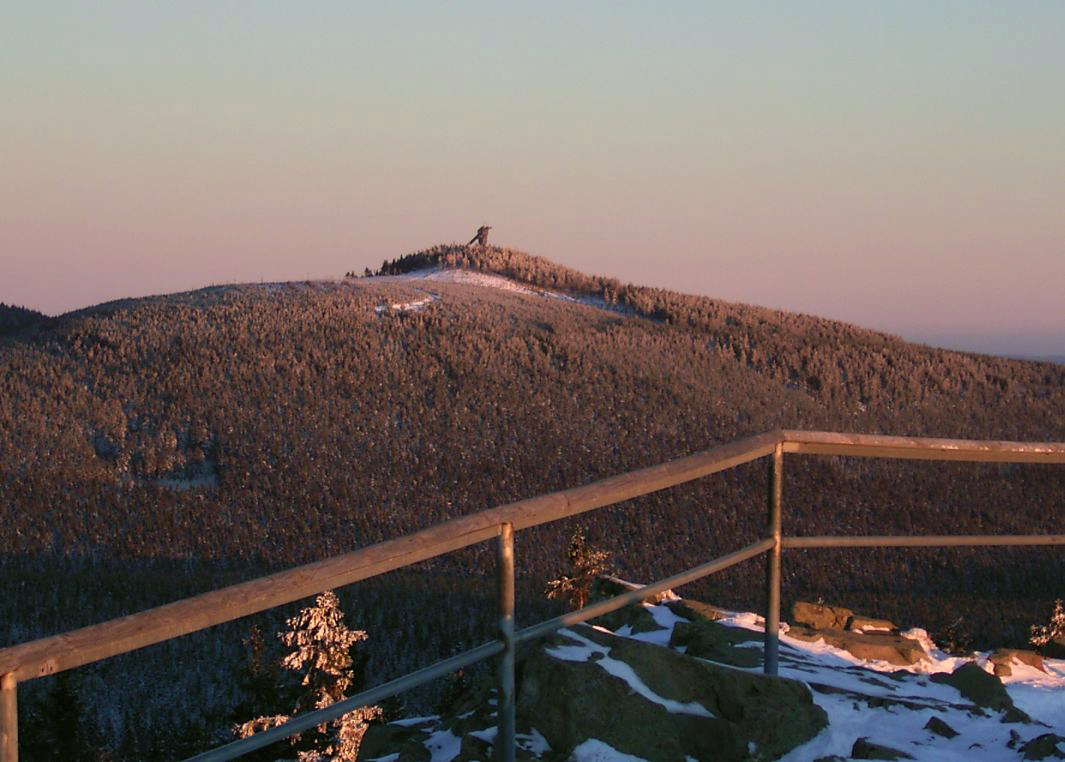
Wurmberg (Harz)

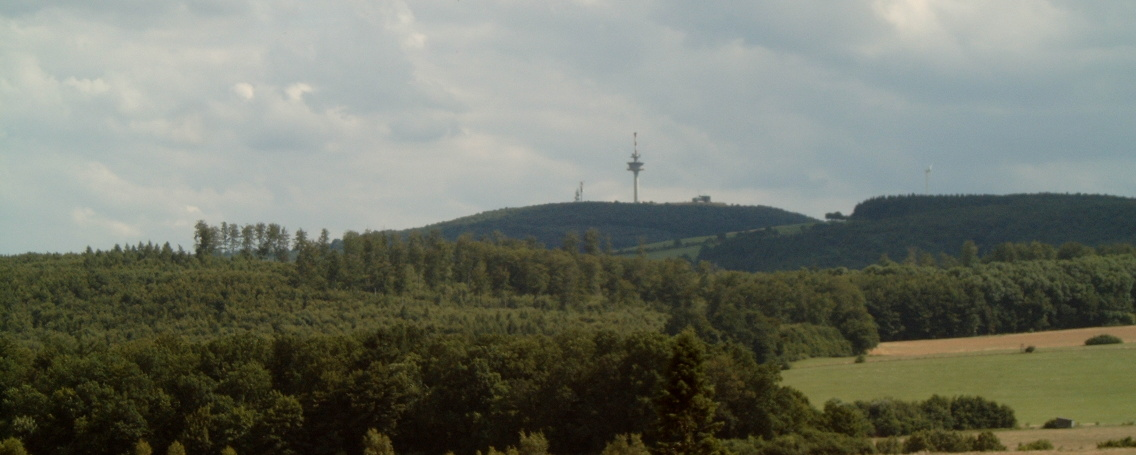
Hoher Hagen (Dransfelder Stadtwald)

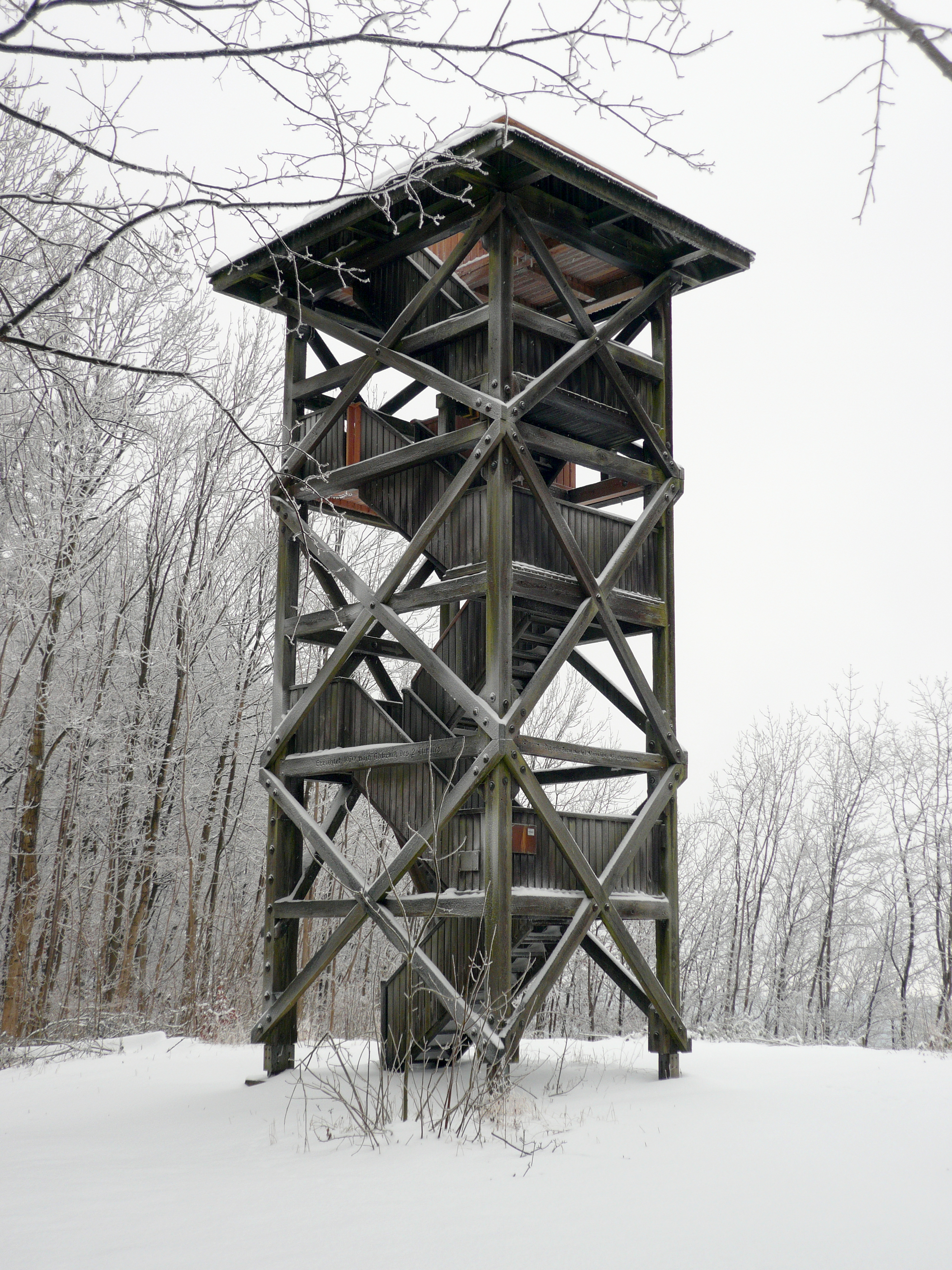
Mackenröder Spitze (Göttinger Wald)

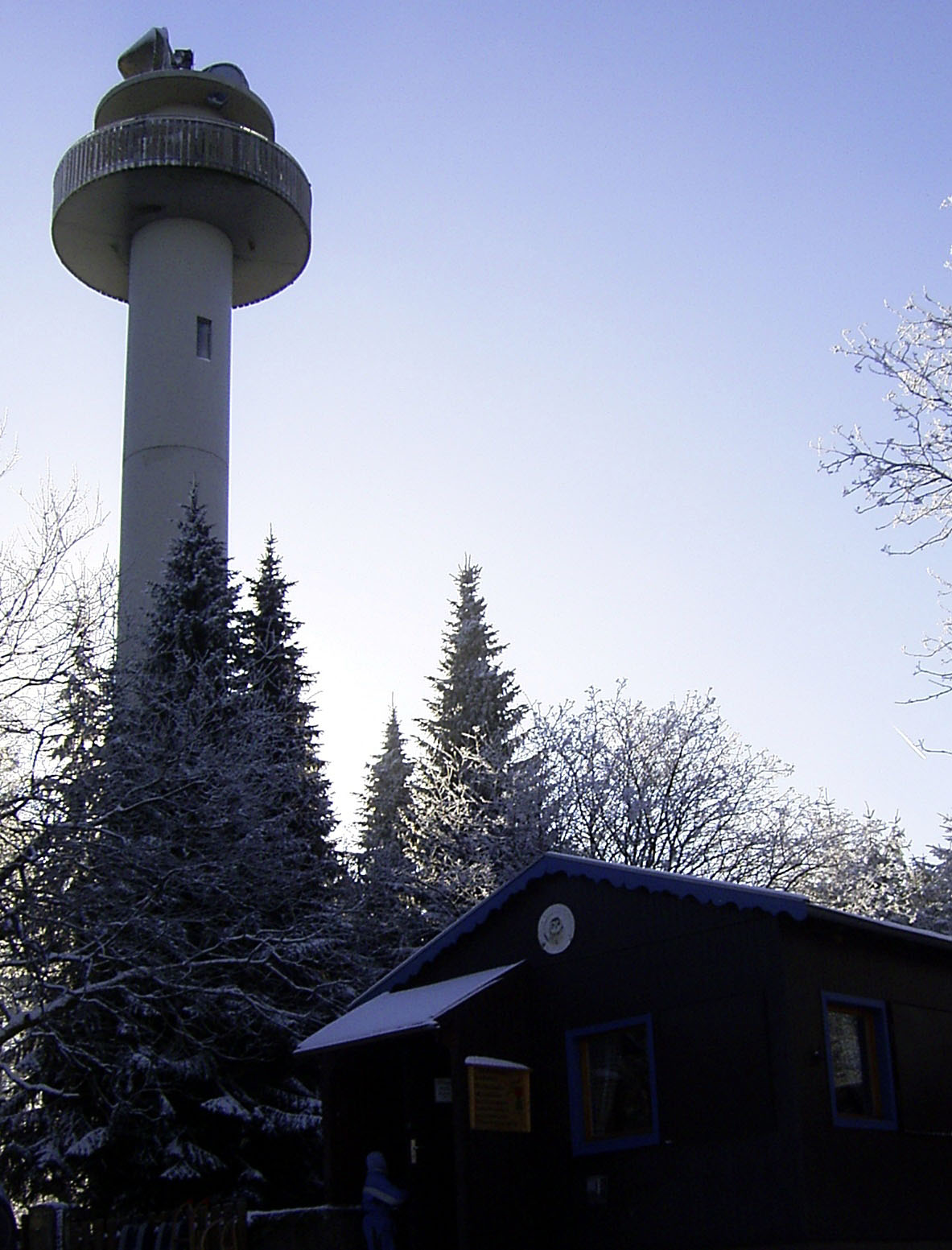
Bröhn (Deister)

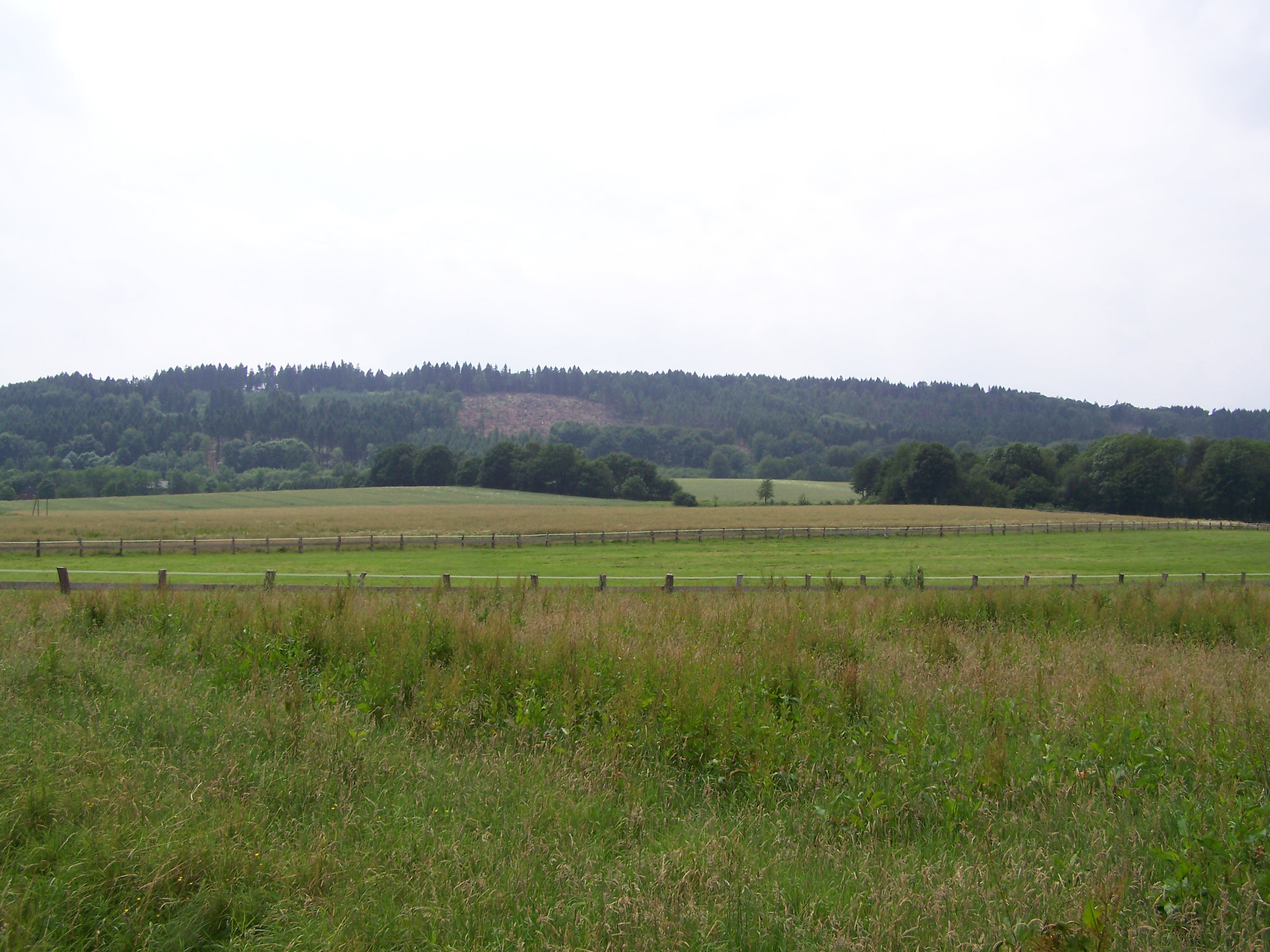
Hüggel (Hüggel)

| Berg / Erhebung                                                            | Höhe (m ü. NHN)       | Landschaft                                   | Berg- liste | Landkreis, kreisfreie Stadt Region |
| -------------------------------------------------------------------------- | --------------------- | -------------------------------------------- | ----------- | ---------------------------------- |
| Wurmberg                                                                   | 0971,2                | Harz                                         | Liste       | Goslar                             |
| Mühlenstein Gipfel in Hessen: Haferberg                                    | 0585,0 0607,2) 0580,4 | Kaufunger Wald                               | Liste       | Göttingen                          |
| Große Blöße                                                                | 0527,8                | Solling                                      | Liste       | Northeim                           |
| Köterberg (höchster Punkt in Niedersachsen) Gipfel in Nordrhein-Westfalen: | 0495,0 0495,8         | Lipper Bergland                              | ---         | Holzminden                         |
| Hoher Hagen                                                                | 0492,5                | Dransfelder Stadtwald                        | Liste       | Göttingen                          |
| Bloße Zelle                                                                | 0480,4                | Hils                                         | Liste       | Hildesheim, Holzminden             |
| Ebersnacken                                                                | 0460,4                | Vogler                                       | Liste       | Holzminden                         |
| Holzberg                                                                   | 0444,5                | Holzberg                                     | Liste       | Holzminden                         |
| Kanstein                                                                   | 0441,0                | Thüster Berg                                 | ---         | Hameln-Pyrmont                     |
| Lauensteiner Kopf                                                          | 0439,0                | Ith                                          | Liste       | Hameln-Pyrmont                     |
| Hohe Egge                                                                  | 0440,0                | Süntel                                       | Liste       | Hameln-Pyrmont                     |
| Mackenröder Spitze                                                         | 0427,5                | Göttinger Wald                               | Liste       | Göttingen                          |
| Fast                                                                       | 0419,2                | Osterwald                                    | Liste       | Hameln-Pyrmont                     |
| Sackberg                                                                   | 0411,4                | Ahlsburg                                     | Liste       | Northeim                           |
| Helleberg                                                                  | 0409,6                | Elfas                                        | Liste       | Holzminden                         |
| Totenberg                                                                  | 0408,1                | Bramwald                                     | Liste       | Göttingen                          |
| Bröhn                                                                      | 0405,0                | Deister                                      | Liste       | Region Hannover                    |
| namenloser Berg                                                            | 0406,1                | Homburgwald                                  | Liste       | Holzminden                         |
| Hohe Egge                                                                  | 0395,0                | Selter                                       | Liste       | Hildesheim, Holzminden, Northeim   |
| Hohe Tafel                                                                 | 0395,0                | Sieben Berge                                 | Liste       | Hildesheim                         |
| Belzer Berg                                                                | 0392,2                | Amtsberge                                    | Liste       | Northeim                           |
| Balos                                                                      | 0379,0                | Weper                                        | Liste       | Northeim                           |
| Grasberg                                                                   | 0378,2                | Nesselberg                                   | Liste       | Hameln-Pyrmont Hannover            |
| Ahrensberg                                                                 | 0374,0                | Sackwald                                     | Liste       | Hildesheim                         |
| Diebische Ecke                                                             | 0367,0                | Bückeberg                                    | Liste       | Schaumburg                         |
| Griesberg                                                                  | 0358,9                | Hildesheimer Wald                            | Liste       | Hildesheim                         |
| Burgberg                                                                   | 0357,5                | Burgberg                                     | Liste       | Holzminden                         |
| Hainberg                                                                   | 0353,0                | Vorberge                                     | Liste       | Hildesheim                         |
| Wolfsköpfe                                                                 | 0345,7                | Kleiner Deister                              | Liste       | Region Hannover                    |
| Fuchshöhlenberg                                                            | 0346,2                | Hube                                         | Liste       | Northeim                           |
| Dörenberg                                                                  | 0331,2                | Teutoburger Wald                             | Liste       | Osnabrück                          |
| Babenstein                                                                 | 0331,0                | Duinger Berg                                 | ---         | Hildesheim                         |
| Möncheberg                                                                 | 0327,2                | Wesergebirge                                 | Liste       | Schaumburg                         |
| Reuberg                                                                    | 0328,2                | Reuberg                                      | ---         | Hildesheim, Holzminden             |
| Eilumer Horn                                                               | 0323,3                | Elm                                          | Liste       | Wolfenbüttel                       |
| Rotenberg                                                                  | 0317,3                | Rotenberg                                    | Liste       | Göttingen, Göttingen               |
| Hammersteinshöhe                                                           | 0317,0                | Sauberge                                     | Liste       | Hildesheim                         |
| Mechtshäuser Berg                                                          | 0314,0                | Heber                                        | Liste       | Goslar                             |
| Bärenkopf                                                                  | 0307,0                | Salzgitter-Höhenzug                          | Liste       | Goslar                             |
| Steinberg                                                                  | 0300,3                | Steinberg                                    | ---         | Hildesheim Holzminden              |
| Kalter Buschkopf                                                           | 0299,0                | Hainberg                                     | Liste       | Wolfenbüttel                       |
| Riesberg                                                                   | 0284,5                | Harplage                                     | Liste       | Hildesheim                         |
| namenlose Kuppe                                                            | 0260,0                | Külf                                         | ---         | Hildesheim                         |
| Harlyberg                                                                  | 0255,9                | Harlyberg                                    | ---         | Goslar                             |
| Buchberg                                                                   | 0255,0                | Weinberg                                     | ---         | Hildesheim                         |
| Adlershorst                                                                | 0254,2                | Lichtenberge (Teil des Salzgitter-Höhenzugs) | Liste       | Salzgitter (kreisfreie Stadt)      |
| Knebelberg                                                                 | 0243,0                | Vorholz                                      | Liste       | Hildesheim                         |
| Hesterbrink (Moselerberg)                                                  | 0234,3                | Osnabrücker Hügelland                        |             | Osnabrück                          |
| Remlinger Herse                                                            | 0234,0                | Asse                                         | Liste       | Wolfenbüttel                       |
| Hüggel                                                                     | 0225,6                | Hüggel                                       | Liste       | Osnabrück                          |
| namenlose Erhebung südöstlich des Schwarzen Brinks                         | 0220,0                | Wiehengebirge                                | Liste       | Osnabrück                          |
| Hungerberg                                                                 | 0205,0                | Oderwald                                     | Liste       | Wolfenbüttel                       |
| Süllberg                                                                   | 0198,2                | Calenberger Land                             | Liste       | Hannover                           |
| Kollwesshöh                                                                | 0181,4                | Stemweder Berg                               | Liste       | Diepholz                           |
| Fuchsberg                                                                  | 0181,0                | Dorm                                         | ---         | Helmstedt                          |
| namenlose Kuppe                                                            | 0173,3                | Benther Berg                                 | ---         | Region Hannover                    |
| Wilseder Berg                                                              | 0169,2                | Lüneburger Heide                             | Liste       | Heidekreis                         |
| namenlose Kuppe                                                            | 0162,6                | Giesener Berge                               | ---         | Hildesheim                         |
| Brunnenberg                                                                | 0161,4                | Rehburger Berge                              | Liste       | Nienburg/Weser                     |
| Burgberg                                                                   | 0155,0                | Gehrdener Berg                               | ---         | Region Hannover                    |
| Hülsenberg                                                                 | 0155,0                | Harburger Berge (Teil der Schwarzen Berge)   | Liste       | Harburg                            |
| Signalberg                                                                 | 0146,0                | Dammer Berge                                 | Liste       | Vechta                             |
| Hoher Mechtin                                                              | 0142,0                | Drawehn                                      | ---         | Lüchow-Dannenberg                  |
| Trillenberg                                                                | 0140,0                | Ankumer Höhe                                 | Liste       | Osnabrück                          |
| Langer Stein                                                               | 0129,0                | Harburger Hügelland                          | Liste       | Harburg                            |
| namenlose Kuppe                                                            | 0122,8                | Stemmer Berg                                 |             | Region Hannover                    |
| Kettelsberg                                                                | 0108,1                | Gehn                                         | Liste       | Osnabrück                          |
| Flidderberg                                                                | 0107,0                | Lohberge (Teil der Schwarzen Berge)          | Liste       | Harburg                            |
| Hüttenberg                                                                 | 0106,0                | Grinderwald                                  | Liste       | Region Hannover Nienburg/Weser     |
| Otterberg                                                                  | 0101,0                | Tostedter Geest (Teil der Zevener Geest)     | ---         | Harburg                            |
| Windmühlenberg                                                             | 0090,0                | Lingener Höhe                                | Liste       | Emsland                            |
| Silberberg                                                                 | 0074,0                | Wingst                                       | Liste       | Cuxhaven                           |
| Windberg                                                                   | 0073,0                | Hümmling                                     | Liste       | Emsland                            |
| Litberg                                                                    | 0065,0                | Stader Geest                                 | ---         | Stade                              |
| Gieren-/Kistenberg                                                         | 0023,0                | Osenberge                                    | ---         | Oldenburg                          |

## Berge in Gesamt-Niedersachsen
Name, Höhe, Lage (Ortschaft, Landkreis, Landschaft); „???“ steht für unbekannt bzw. noch nicht recherchiert; bitte Zutreffendes einfügen!
- Wurmberg (971,2 m), Landkreis Goslar, Harz
- Bruchberg (927 m), Landkreis Goslar, Harz
- Achtermannshöhe (925 m), Landkreis Goslar, Harz
- Rehberg (893 m), Landkreis Goslar, Harz
- Quitschenberg (881,5 m), Landkreis Goslar, Harz
- Auf dem Acker (865,1 m), Landkreis Göttingen, Harz
- Großer Sonnenberg (853,4 m), Landkreis Goslar, Harz
- Kleiner Sonnenberg (853,0 m), Landkreis Goslar, Harz
- Lerchenköpfe (Südkuppe) (821,0 m), Landkreis Goslar, Harz
- Großer Breitenberg / Hanskühnenburg (811 m), Landkreis Göttingen, Harz
- Abbenstein (769 m), Landkreis Goslar, Harz
- Schalke (762 m), Landkreis Goslar, Harz
- Haspelkopf (749 m), Landkreis Goslar, Harz
- Kahleberg (730 m), Landkreis Goslar, Harz
- Kuppe (729 m), Landkreis Goslar, Harz
- Bocksberg (727 m), Landkreis Goslar, Harz
- Jordanshöhe (723 m), Landkreis Goslar, Harz
- Stöberhai (720 m), Landkreis Göttingen, Harz
- Kleiner Breitenberg (711 m), Landkreis Göttingen, Harz
- Großer Knollen (687,4 m), Landkreis Göttingen, Harz
- Aschentalshalbe (685 m), Landkreis Göttingen, Harz
- Koboltstaler Köpfe (673 m), Landkreis Göttingen, Harz
- Wolfskopf (668,5 m), Landkreis Göttingen, Harz
- Mathias-Schmidt-Berg (663 m), Landkreis Goslar, Harz
- Ravensberg (659 m), Landkreis Göttingen, Harz
- Beerberg (658 m), Landkreis Goslar, Harz
- Hübichentalsköpfe (654 m), Landkreis Goslar, Harz
- Allerberg (652 m), Landkreis Göttingen, Harz
- Übelsberg (651,3 m), Landkreis Göttingen, Harz
- Braakberg (645,5 m), Landkreis Göttingen, Harz
- Rammelsberg (635 m), Landkreis Goslar, Harz
- Kleiner Knollen (631 m), Landkreis Göttingen, Harz
- Großer Wurzelnberg (625,8 m), Landkreis Göttingen, Harz
- Hasselkopf (ca. 620 m), bei Braunlage, Landkreis Goslar, Harz
- Kleiner Wurzelnberg (610 m), Landkreis Göttingen, Harz
- Großer Trogtaler Berg (609 m), Landkreis Goslar, Harz
- Langfast (606 m), Landkreis Goslar, Harz
- Schadenbeeksköpfe (605 m), Landkreis Göttingen, Harz
- Adlersberg (593,2 m), Landkreis Göttingen, Harz
- Hasselkopf (Bad Harzburg) (ca. 590 m), bei Bad Harzburg, Landkreis Goslar, Harz
- Höxterberg (584 m), Landkreis Göttingen, Harz
- Gropenbornskopf (581,2 m), Landkreis Göttingen, Harz
- Haferberg (580,4 m), Staufenberg, Landkreis Göttingen, Kaufunger Wald
- Breitentalskopf (579,1 m), Landkreis Göttingen, Harz
- Iberg (562,6 m), Landkreis Göttingen, Harz
- Franzosenkopf (562 m), Landkreis Göttingen, Harz
- Kloppstert (553 m), Landkreis Göttingen, Harz
- Eichelnkopf (545,7 m), Landkreis Göttingen, Harz
- Großer Steinberg (545 m), Staufenberg, Landkreis Göttingen, Kaufunger Wald
- Kleiner Steinberg (Kaufunger Wald) (541,9 m), bei Hann. Münden, Landkreis Göttingen, Kaufunger Wald
- Pagelsburg (540 m), Landkreis Göttingen, Harz
- Großer Mittelberg (Lonau) (531,0 m), Landkreis Göttingen, Harz
- Große Blöße (527,8 m), Landkreis Northeim, Solling
- Fissenkenkopf (527 m), Landkreis Göttingen, Harz
- Großer Ahrensberg (524,9 m), Landkreis Holzminden, Solling
- Steile Wand (Berg) (518,9 m), Landkreis Göttingen, Harz
- Moosberg (513,0 m), Landkreis Holzminden, Solling
- Häringsnase (510 m), Staufenberg, Landkreis Göttingen, Kaufunger Wald
- Vogelherd (ca. 505 m), Landkreis Holzminden, Solling
- Dreiberg (495,5 m), Landkreis Northeim, Solling
- Köterberg (ca. 495 m), Landkreis Holzminden, Lipper Bergland
- Großer Steinberg (493 m), Landkreis Northeim, Solling
- Brunsberg (ca. 492,5 m), Landkreis Göttingen, Dransfelder Stadtwald (vgl. Hoher Hagen)
- Großer Teichtalskopf (492 m), Landkreis Göttingen, Harz
- Tünnekenbornstrang (490,1 m), Landkreis Northeim, Solling
- Großer Burgberg (482 m), Landkreis Goslar, Harz
- Bloße Zelle (480 m), Duingen, Landkreis Hildesheim / Grünenplan, Landkreis Holzminden, Hils
- Bärenkopf (473,0 m), Landkreis Holzminden, Solling
- Heuer (472 m), Landkreis Göttingen, Harz
- Wolfsstrang (468,7 m), Landkreis Northeim, Solling
- Hengelsberg (463 m), Landkreis Göttingen, Dransfelder Stadtwald
- Brackenberg (461,0 m), Landkreis Göttingen, Naturpark Münden
- Ebersnacken (460,4 m), Landkreis Holzminden, Vogler
- Schönenberg (457,1 m), Landkreis Northeim, Solling
- Hasselberg (auch Schrodhalbe genannt; 452,5 m), Landkreis Holzminden, Solling
- Hahnenbreite (452,0 m), Landkreis Northeim, Solling
- Alte Schmacht (447,5 m), Landkreis Northeim, Solling
- Eisernstieg (446,3 m), Landkreis Northeim, Solling
- Holzberg (444,5 m), Landkreis Holzminden, Holzberg
- Strutberg (444 m), Landkreis Northeim, Solling
- Großer Lauenberg (442,6 m), Landkreis Northeim, Solling
- „Klippen“ (441,3 m), Landkreis Holzminden, Holzberg
- Kanstein (441 m), Landkreis Hameln-Pyrmont, Thüster Berg
- Wildenkiel (ca. 441 m), Landkreis Holzminden, Solling
- Kohlhai (440,8 m), Landkreis Holzminden, Vogler
- Auerhahnkopf (440,3 m), Landkreis Holzminden, Solling
- Hammershüttenkopf (ca. 440 m), Landkreis Holzminden, Vogler
- Lauensteiner Kopf (439 m), Landkreis Hameln-Pyrmont, Ith
- Hohe Egge (Süntel) (437,4 m), Landkreis Hameln-Pyrmont, Süntel
- Schnippkopf (437,0 m), Landkreis Holzminden, Vogler
- Kleiner Burgberg (436 m), Landkreis Goslar, Harz
- Hammershüttenkopf (ca. 440 m), Landkreis Holzminden, Vogler
- Mackenröder Spitze (427,5 m), Landkreis Göttingen, Göttinger Wald
- Großer Staufenberg (427 m), Staufenberg, Landkreis Göttingen, Kaufunger Wald
- Hengstrücken (424 m), Landkreis Northeim, Solling
- Hünstollen (423,7 m), Landkreis Göttingen, Göttinger Wald
- Dransberg (422 m), Landkreis Göttingen, Dransfelder Stadtwald
- Buchholz (421,7 m), Landkreis Holzminden, Solling
- Schotsberg (419 m), Landkreis Göttingen, Dransfelder Stadtwald
- Fast (419 m), Landkreis Hameln-Pyrmont, Osterwald
- Sonnenköpfe (414,6 m; Westgipfel), Landkreis Holzminden, Solling
- Bodohöhe/Zimmertalskopf (412 m), Landkreis Holzminden, Vogler
- Salzleckerkopf (411,7 m), Staufenberg, Landkreis Göttingen, Kaufunger Wald
- Sackberg (411,4 m), Landkreis Northeim, Ahlsburg
- Helleberg (410 m), Landkreis Holzminden, Elfas
- Totenberg (409,5 m), Landkreis Göttingen, Bramwald
- Sonnenköpfe (407,0 m; Ostgipfel), Landkreis Holzminden, Solling
- Ahrensberg (405 m), Landkreis Holzminden, Elfas
- Netteberg (406,1 m), Landkreis Goslar, Harz
- Bröhn (405,0 m), Region Hannover, Deister
- Großer Homburg (ca. 403 m), Landkreis Holzminden, Homburgwald
- Butterberg (402,0 m), Landkreis Holzminden, Vogler
- Himbeerbrink (400,5 m), Landkreis Holzminden, Vogler
- Haarbachskopf (400 m), bei Hann. Münden, Landkreis Göttingen, Kaufunger Wald
- Till (399,2 m), Landkreis Holzminden, Homburgwald
- Kohlenberg (396,7 m), Landkreis Holzminden, Homburgwald
- Heidelbeerkopf (396,0 m), bei Hann. Münden, Landkreis Göttingen, Kaufunger Wald
- Hohe Egge (Selter) (395,0 m), Landkreise Hildesheim, Holzminden und Northeim, Selter
- Hohe Tafel (395 m), Landkreis Hildesheim, Sieben Berge
- Höfeler (395,2 m), Region Hannover, Deister
- Belzer Berg (392,2 m), Landkreis Northeim, Amtsberge
- Junge Schmacht (388,0 m), Landkreis Northeim, Solling
- Kneppelberg (386 m), Landkreis Holzminden, Elfas
- Wildhecker Kopf (382,3 m), bei Hann. Münden, Landkreis Göttingen, Kaufunger Wald
- Reinekensiekskopf (382,1 m), Region Hannover, Deister
- Sandberg (382 m), Landkreis Göttingen, Bramwald
- Klagesberg (381 m), Landkreis Göttingen, Bramwald
- Vaaker Berg (380 m), Landkreis Göttingen, Bramwald
- Platte (379,7 m), Landkreis Holzminden, Solling
- Balos (379 m), Landkreis Northeim, Weper
- Butterberg (Bad Lauterberg) (ca. 379 m), Landkreis Göttingen, Niedersachsen
- Hohe Warte (378,5 m), Region Hannover, Deister
- Grasberg (378,2 m), Landkreis Hameln-Pyrmont / Region Hannover, Nesselberg
- Fahrenbrink (375,7 m), Region Hannover, Deister
- Belzer Berg (375,6 m), Landkreis Northeim, Amtsberge
- Hoher Nacken (375 m), Landkreis Hameln-Pyrmont, Süntel
- Mangel (374,9 m), Region Hannover
- Ahrensberg (374 m), Landkreis Hildesheim, Sackwald
- Bakeder Berg (373 m), Landkreis Hameln-Pyrmont, Süntel
- Klingenberg (373 m), Landkreis Göttingen, Bramwald
- Schierenbrink (372,3 m), Region Hannover / Landkreis Hameln-Pyrmont, Nesselberg
- Ochsenberg (371,5 m), Landkreis Northeim, Ahlsburg
- Ehrberg (370,5 m), Landkreis Holzminden, Vogler
- Kleiner Staufenberg (370,5 m), Staufenberg, Landkreis Göttingen, Kaufunger Wald
- Hatop (370,4 m), Landkreis Northeim, Amtsberge
- Görtsberg (370 m), Landkreis Holzminden, Vogler
- Stadtberg (369,2 m), Landkreis Holzminden, Homburgwald
- Diebische Ecke (367 m), Landkreis Schaumburg, Bückeberg
- Birkenberg (366 m), Landkreis Holzminden, Elfas
- Streitberg (366,0 m), Landkreis Holzminden, Vogler
- Sommerberg (364,5 m), Landkreis Holzminden, Solling
- Hörzen (364 m), Landkreis Hildesheim, Sieben Berge
- Lehmbrink (364,0 m), Landkreis Holzminden, Vogler
- Nesselberg (362 m), Landkreis Hildesheim, Sieben Berge
- Kleiner Teichtalskopf (362 m), Landkreis Göttingen, Harz
- Großer Hals (361 m), Region Hannover, Deister
- Ostenberg (360 m), Landkreis Hildesheim, Sieben Berge
- Ducksteinberg (360 m), Landkreis Northeim, Ahlsburg
- Vorwohler Berg (360 m), Landkreis Holzminden, Elfas
- Griesberg (358,9 m), Landkreis Hildesheim, Hildesheimer Wald
- Eichfast (355,7 m), Landkreis Northeim, Ahlsburg
- Ebersberg (355,0 m), Region Hannover, Deister
- Bützeberg (352,6 m), Landkreis Holzminden, Vogler
- Katzennase (352 m), Landkreis Hameln-Pyrmont, Süntel
- Hoher Kamp (350 m), Landkreis Hameln-Pyrmont, Süntel
- Teichklippe (bis 350 m), Landkreis Northeim, Amtsberge
- Großer Schweineberg (349,8 m), Landkreis Holzminden, Vogler
- Wolfsberg (347,3 m), Landkreis Holzminden, Homburgwald
- Fuchshöhlenberg (346,2 m), Landkreis Northeim, Hube
- Wolfsköpfe (345,7 m), Region Hannover, Kleiner Deister
- Hübichenstein (345 m), Landkreis Göttingen, Harz
- Piepenberg (344,9 m), Landkreis Holzminden, Vogler
- Bielstein (344 m), Region Hannover, Deister
- Wendeberg (343,6 m), Landkreis Northeim, Amtsberge
- Kellberg (343,1 m; mit Aussichtsturm), Landkreis Holzminden, Homburgwald
- Bückeberg (342 m), Landkreis Schaumburg, Bückeberg
- Hohenstein (341 m), Landkreis Hameln-Pyrmont, Süntel
- Bösenberg (339 m), Landkreis Hildesheim, Hildesheimer Wald
- Egge (339 m), Region Hannover, Deister
- Südwehe (338 m), Landkreis Hameln-Pyrmont, Süntel
- Berg der Paschenburg (336 m), Landkreis Schaumburg, Wesergebirge
- Nonnenkopf (335 m), Staufenberg, Landkreis Göttingen, Kaufunger Wald
- Lauensberg (333 m), Landkreis Hildesheim, Sieben Berge
- Kleperberg (332 m), Landkreis Göttingen, Göttinger Wald
- Flintenburg (331,5 m), Landkreis Holzminden, Vogler
- Dörenberg (331,2 m), Landkreis Osnabrück, Teutoburger Wald
- Babenstein (331 m), Landkreis Hildesheim, Duinger Berg
- Reuberg (328,2 m), Landkreise Hildesheim und Holzminden, Leinbergland
- Steinberg (Tosmar) (327,5 m), Landkreis Hildesheim, Hildesheimer Wald
- Möncheberg (327,2 m), Landkreis Schaumburg, Wesergebirge
- Breitenkamper Berg (326,9 m), Landkreis Holzminden, Vogler
- Butterberg (Bad Harzburg) (ca. 325 m), Landkreis Goslar, Harz
- Roter Stein (325 m), Landkreis Hameln-Pyrmont, Süntel
- Eilumer Horn (323,3 m), Landkreis Wolfenbüttel, Elm
- Südlieth (323,2 m), Landkreis Northeim, Ahlsburg
- Drakenberg (321,0 m), Region Hannover, Kleiner Deister
- Heimkenberg (320,4 m), Landkreis Northeim, Amtsberge
- Amelungsberg (320 m), Landkreis Hameln-Pyrmont, Süntel
- Tosmarberg (320 m), Landkreis Hildesheim, Hildesheimer Wald
- Heidelberg (319,3 m), Landkreis Holzminden, Homburgwald
- Kikedal (319 m), Landkreis Hildesheim, Duinger Berg
- Hohe Dehne (317,6 m), Landkreis Hildesheim, Rhüdener Becken
- Rotenberg (317,3 m), Landkreis Göttingen, Rotenberg
- Hammersteinshöhe (317 m), Landkreis Hildesheim, Sauberge
- Speeler Kopf (315,8 m), bei Hann. Münden, Landkreis Göttingen, Kaufunger Wald
- Hainberg (Göttinger Wald) (315 m), Landkreis Göttingen, Göttinger Wald
- Grafensundern (314,9 m), Landkreis Osnabrück, Teutoburger Wald
- Hirtenberg (314,1 m), Landkreis Holzminden, Vogler
- Mechtshäuser Berg (314 m), Landkreis Goslar, Heber
- Drachenberg (313 m), Landkreis Wolfenbüttel, Elm
- Klei (313 m), Landkreis Northeim, Heber
- Saalberg (313 m), Landkreis Hildesheim, Sieben Berge
- Burgberg (312 m), Landkreis Wolfenbüttel, Elm
- Kniggenbrink (312 m), Region Hannover, Deister
- Lohberg (312 m), Landkreis Göttingen, Dransfelder Stadtwald
- Rosenberg (311 m), Landkreis Hildesheim, Hildesheimer Wald
- Schiffberg (311,0 m), Landkreis Holzminden, Homburgwald
- Wisselberg (310 m), Landkreis Holzminden, Vogler
- Kalenberg (310 m), Region Hannover, Deister
- Zimmerberg (309,0 m), Landkreis Holzminden, Vogler
- Weidenberg (308,7 m), Landkreis Northeim, Ahlsburg
- Himmelberg (308 m), Landkreis Hildesheim, Sieben Berge
- Bärenkopf (307 m), Landkreis Goslar, Salzgitter-Höhenzug
- Hankenüll (307 m), Landkreis Osnabrück, Grenze Niedersachsen/Nordrhein-Westfalen, Teutoburger Wald
- Hammberg (306 m), Landkreis Hildesheim, Hildesheimer Wald
- Gehrenroder Berg (305,1), Landkreis Northeim, Heber
- Ickelsberg (305,1), Staufenberg, Landkreis Göttingen, Kaufunger Wald
- Ramsnacken (305 m), Landkreis Hameln-Pyrmont, Süntel
- Querberg (303 m), Landkreis Hildesheim, Hildesheimer Wald
- Weinberg (302,4 m; bei Holenberg), Landkreis Holzminden, Vogler
- Großer Karl (301 m), Landkreis Schaumburg, Bückeberg
- Nußberg (301 m), Landkreis Hildesheim, Sieben Berge
- Steinberg (Leinebergland) (300,3), Landkreise Hildesheim und Holzminden, Leinbergland
- Borberg (300 m), Landkreis Hameln-Pyrmont, Süntel
- Luhdener Klippe (300 m), Landkreis Schaumburg, Wesergebirge
- Schrabstein (300 m), Landkreis Hameln-Pyrmont, Süntel
- Kalter Buschkopf (299 m), Landkreis Wolfenbüttel, Hainberg
- Kurzeberg (299 m), Landkreis Holzminden, Elfas
- Riesenberg (298 m), Landkreis Hameln-Pyrmont, Süntel
- Iberg (303,0 m), Landkreis Northeim, Ahlsburg
- Butterberg (Osterode am Harz) (ca. 300 m), Landkreis Göttingen, Niedersachsen
- Klagesberg (298,2 m), Landkreis Northeim, Ahlsburg
- namenlose Kuppe? (298,0 m; mit Burg Grubenhagen), Landkreis Northeim, Ahlsburg
- Böllenberg (297 m), Landkreis Northeim, Ahlsburg
- Iberg (295 m), Landkreis Hameln-Pyrmont, Süntel
- Mittelberg (294 m), Landkreis Hameln-Pyrmont, Süntel
- Turmberg (293 m), Landkreis Hildesheim, Bünte
- Vorberg (289 m), Landkreis Northeim, Ahlsburg
- Werderberg (288,1 m), Landkreis Holzminden, Vogler
- Langer Kopf (288 m), Landkreis Hildesheim, Hildesheimer Wald
- Hasselnberg (286 m), Landkreis Hameln-Pyrmont, Süntel
- Raher Berg (285,1 m), Region Hannover, Kleiner Deister
- Schlahköpfe (285 m), Landkreis Wolfenbüttel, Hainberg
- Riesberg (284,5 m), Landkreis Hildesheim, Harplage
- Ascher Egge (284 m), Landkreis Osnabrück, Teutoburger Wald
- Steinberg (max. 283 m), Landkreis Wolfenbüttel, Hainberg
- Welfenhöhe (282 m), Landkreis Hildesheim, Hildesheimer Wald
- Himckeburg (280,2 m), Landkreis Holzminden, Vogler
- Pferdeberg (279 m), Landkreis Göttingen, Untereichsfeld
- Eimer Berg (278 m), Landkreis Holzminden, Elfas
- Schweineberg (278 m), Landkreis Hameln-Pyrmont, Wesergebirge
- Süllberg (Hildesheimer Wald) (277 m), Landkreis Hildesheim, Hildesheimer Wald
- Sonnenberg (276 m), Landkreis Hildesheim, Hildesheimer Wald
- Hamberg (275 m), Stadt Salzgitter, (Salzgitter-Höhenzug)
- Wehdeberg (275 m), Landkreis Osnabrück, Teutoburger Wald
- Wohlberg (273 m), Landkreis Hildesheim, Hildesheimer Wald
- Rothenberg (270 m), Landkreis Northeim, Amtsberge
- Großer Freeden (269 m), Landkreis Osnabrück, Teutoburger Wald
- Heisennacken (267 m), Landkreis Holzminden, Elfas
- Schierenberg (267 m), Landkreis Hildesheim, Hildesheimer Wald
- Auf dem Herze (266 m), Landkreis Hildesheim, Hildesheimer Wald
- Ebersberg (266 m), Landkreis Hildesheim, Sauberge
- Feldberg (266 m), Landkreis Hildesheim, Bünte
- Hochholz (266 m), Landkreis Osnabrück, Teutoburger Wald
- Giersberg (264,0 m), bei Vahlbruch, Landkreis Holzminden, Lipper Bergland
- Steinegge (264 m), Landkreis Osnabrück, Teutoburger Wald
- Eichenberg (263 m), Landkreis Hildesheim, Hildesheimer Wald
- Hohlenberg (263 m), Landkreis Wolfenbüttel, Hainberg
- Hohnangel (262 m), Landkreis Osnabrück, Teutoburger Wald
- Triesberg (261 m), Landkreis Hildesheim, Hildesheimer Wald
- Osterberg (260 m), Landkreis Hameln-Pyrmont, Süntel
- namenlose Kuppe (260 m), Landkreis Hildesheim, Külf
- Rottberg (259 m), Landkreis Hildesheim, Hildesheimer Wald
- Salzberg (257 m), Landkreis Hildesheim, Sauberge
- Ziegenberg (257 m), Landkreis Hildesheim, Sauberge
- Harlyberg (255,9 m), Landkreis Goslar, Harlyberg
- Buchberg (255 m), Landkreis Hildesheim, Weinberg
- Musenberg (256 m), Landkreis Osnabrück, Teutoburger Wald
- Königszinne (255,0 m), Landkreis Holzminden, Vogler
- Adlershorst (254,2 m), Stadt Salzgitter, Lichtenberge (Salzgitter-Höhenzug)
- Hülsberg (254 m), Landkreis Osnabrück, Teutoburger Wald
- Kliebenkopf (254 m), Landkreis Wolfenbüttel, Hainberg
- Timmer Egge (254 m), Landkreis Osnabrück, Teutoburger Wald
- Laubberg (253 m), Landkreis Goslar, Hainberg
- Dröhnenberg (252 m), Landkreis Hildesheim, Hildesheimer Wald
- Schollegge (252 m), Landkreis Osnabrück, Teutoburger Wald
- Jägerturmsköpfe (max. 251 m), Landkreis Wolfenbüttel, Hainberg
- Hinterberg (249 m), Landkreis Hildesheim, Hildesheimer Wald
- Westerberg (249 m), Landkreis Hameln-Pyrmont, Süntel
- Haiberg (248 m), Landkreis Hildesheim, Hildesheimer Wald
- Brandberg (247 m), Landkreis Hildesheim, Hildesheimer Wald
- Westeregge (245 m), Landkreis Schaumburg, Süntel
- Klusberg (244 m), Landkreis Hildesheim, Hildesheimer Wald
- Nördlicher Jägertumskopf (244 m), Landkreis Wolfenbüttel, Hainberg
- Spannbrink (244 m), Landkreis Osnabrück, Teutoburger Wald
- Weißer Stein (244 m), Landkreis Hildesheim, Sauberge
- Eckberg (243 m), bei Brevörde, Landkreis Holzminden, Lipper Bergland
- Heeßer Berg (243 m), Landkreis Schaumburg, Bückeberg
- Hohes Rad (243 m), Landkreis Hameln-Pyrmont, Süntel
- Knebelberg (243 m), Landkreis Hildesheim, Vorholz
- Lerchenberg (243 m), Landkreis Hildesheim, Hildesheimer Wald
- Sieben Köpfe (243 m), Stadt Salzgitter, Lichtenberge (Salzgitter-Höhenzug)
- Hamberg (242 m), Landkreis Hildesheim, Hildesheimer Wald
- Steinberg „2“ (242 m), Landkreis Hildesheim, Hildesheimer Wald
- Hohnsberg (241,9 m) Landkreis Osnabrück, Teutoburger Wald
- Burgberg (241 m), Stadt Salzgitter, Lichtenberge (Salzgitter-Höhenzug)
- Linkkopf (241 m), Landkreis Hildesheim, Hildesheimer Wald
- Katenstein (240,7 m), Landkreis Northeim, Ahlsburg
- Steinberg (239 m), Landkreis Schaumburg, Bückeberg
- Herzberg (237 m), Stadt Salzgitter, Lichtenberge (Salzgitter-Höhenzug)
- Kneppelberg (236 m), Landkreis Hildesheim, Hildesheimer Wald
- Sothenberg (235 m), Landkreis Hildesheim, Sauberge
- Osterklippe (235 m), Landkreis Goslar, Hainberg
- Remlinger Herse (234 m), Landkreis Wolfenbüttel, Asse
- Kappenberg (233 m), Landkreis Holzminden, Vogler
- Hesterbrink (Moselerberg; 232,5 m), Landkreis Osnabrück, Osnabrücker Hügelland
- Großer Eselsberg (232,0 m), bei Vahlbruch, Landkreis Holzminden, Lipper Bergland
- Berg der Frankenburg (230 m), Landkreis Schaumburg, Wesergebirge
- Eichenberg (230 m), Landkreis Hildesheim, Hainberg
- Eilsberg (230 m), bei Brevörde, Landkreis Holzminden, Lipper Bergland
- Langer Berg (230 m), Stadt Salzgitter, Lichtenberge (Salzgitter-Höhenzug)
- Barenberg (227 m), Landkreis Hildesheim, Vorholz
- Stuckenberg (227 m), Landkreis Hildesheim, Hildesheimer Wald
- Papenberg (226 m), Landkreis Hildesheim, Hainberg
- Borgberg (225 m), Landkreis Osnabrück, Teutoburger Wald
- Elber Berg (225 m), Landkreis Wolfenbüttel, Lichtenberge (Salzgitter-Höhenzug)
- Hüggel (225,6 m), Landkreis Osnabrück, Hüggel
- Nesselberg (225 m), Landkreis Schaumburg, Wesergebirge
- Röhrberg (225 m), Landkreis Wolfenbüttel, Asse
- Kahlberg (224,7 m), Landkreis Northeim, Solling
- Hillenberg (224 m), Landkreis Hildesheim, Hainberg
- Langenberg (224 m), Landkreis Hildesheim, Hainberg
- Festberg (223 m), Landkreis Wolfenbüttel, Asse
- Hinterer Eichberg (222 m), Landkreis Wolfenbüttel, Asse
- Spitzer Hai (222 m), Landkreis Wolfenbüttel, Hainberg
- Wendgeberg (222 m), Landkreis Hameln-Pyrmont, Süntel
- Rothenberg (221 m), Landkreis Wolfenbüttel, Asse
- Heidelbeerenberg (221 m), Landkreis Hildesheim, Vorholz
- Weinberg (220,5 m; bei Rühle), Landkreis Holzminden, Vogler
- Beutling (220 m), Landkreis Osnabrück, Teutoburger Wald
- Kalkrosenberg (220 m), Stadt Salzgitter, Lichtenberge (Salzgitter-Höhenzug)
- Meller Berge (220 m), bei Melle, Landkreis Osnabrück, Osnabrücker Hügelland
- Oldendorfer Berg (220 m), bei Oldendorf in Melle, Landkreis Osnabrück, Osnabrücker Hügelland
- Lindenberg (219 m), Stadt Salzgitter, Lichtenberge (Salzgitter-Höhenzug)
- Wohldenberg (218 m), Landkreis Hildesheim, Hainberg
- Ziegenberg (218 m), Landkreis Hildesheim, Hildesheimer Wald
- Birkenberg (217,5 m), bei Brevörde, Landkreis Holzminden, Lipper Bergland
- Langer Berg (216 m), Landkreis Hildesheim, Vorholz
- Oheberg (215 m), Landkreis Hildesheim, Sauberge
- Großer Steinberg (213 m), Landkreis Hildesheim, Vorholz
- Urberg (213 m), Landkreis Osnabrück, Bad Iburg, Teutoburger Wald
- Schwarzer Brink (212,5 m), Landkreis Osnabrück, Wiehengebirge
- Mühlberg (212 m), Landkreis Göttingen, Bramwald
- Großer Kellenberg (211 m), Landkreis Osnabrück, Wiehengebirge
- Kapitelhai (209 m), Landkreis Wolfenbüttel, Hainberg
- Wenser Berg (209 m), Landkreis Hildesheim, Vorholz
- Kleiner Berg (208 m), Landkreis Osnabrück, Teutoburger Wald
- Eickener Egge (207,5 m), bei Melle, Landkreis Osnabrück, Osnabrücker Hügelland
- Kanzelberg (207 m), Landkreis Hildesheim, Bünte
- Klingenberg (207 m), Landkreis Hildesheim, Hildesheimer Wald
- Spitzhut (207 m), Landkreis Hildesheim, Vorholz
- Langenberg (206 m), Landkreis Osnabrück, Teutoburger Wald
- Hützlah (206 m), Landkreis Goslar, Hainberg
- Hungerberg (205 m), Landkreis Wolfenbüttel, Oderwald
- Mittlerer Eichberg (201 m), Landkreis Wolfenbüttel, Asse
- Emilienhöhe (201 m), Landkreis Hildesheim, Hildesheimer Wald
- Großer Steinkuhlenberg (201 m), Stadt Salzgitter, Lichtenberge (Salzgitter-Höhenzug)
- Ilsenberg (201 m), Landkreis Hildesheim, Vorholz
- Mieckenberg (200 m), Landkreis Hildesheim, Vorholz
- Kleiner Freeden (200 m), Landkreis Osnabrück, Teutoburger Wald
- Süllberg (Calenberger Land) (198,2 m), Region Hannover, Calenberger Land
- Strutzberg (198 m), Landkreis Schaumburg, Deister
- Kleiner Steinkuhlenberg (195 m), Stadt Salzgitter, Lichtenberge (Salzgitter-Höhenzug)
- Limberg (194,3 m), Landkreis Osnabrück, Teutoburger Wald
- Kleiner Eselsberg (192,5 m), bei Vahlbruch, Landkreis Holzminden, Lipper Bergland
- Lammersbrink (192 m), Landkreis Osnabrück, Teutoburger Wald
- Born (192 m), Landkreis Osnabrück, Wiehengebirge
- Bockernberg (190 m), Stadt Salzgitter, Lichtenberge (Salzgitter-Höhenzug)
- Piesberg (188 m), Stadt Osnabrück, Stadtteil Pye, Osnabrücker Bergland
- Holter Berg (186,1 m), Landkreis Osnabrück, Osnabrücker Bergland
- Fuchsberg (181 m), Landkreis Helmstedt, Dorm
- Linner Berg (181 m), Landkreis Osnabrück, Wiehengebirge
- Heidhornberg (180,2 m), Landkreis Osnabrück, Hüggel
- Silberberg (180 m), Landkreis Osnabrück, Hüggel
- Sonnenbrink (177 m), Landkreis Osnabrück, Wiehengebirge
- Rochus Berg (175,3 m), Stadt Osnabrück, Stadtteil Voxtrup, Osnabrücker Bergland
- Kleiner Steinberg (175 m), Landkreis Hildesheim, Vorholz
- Thieberg (175 m), Landkreis Hildesheim, Vorholz
- Benther Berg (173,3 m), Region Hannover, Calbenberger Land
- Schulenburger Berg (173 m), Region Hannover
- Osterberg (173 m), Landkreis Osnabrück, Osnabrücker Bergland
- Großer Hahnenberg (172 m), Landkreis Wolfenbüttel, Asse
- Wilseder Berg (169,2 m), Landkreis Heidekreis, Lüneburger Heide
- Tenderling (167,3 m), bei Polle, Landkreis Holzminden, Lipper Bergland
- Rehberg (165 m), Landkreis Hildesheim, Vorholz
- namenlose Kuppe (162,6 m), Landkreis Hildesheim, Giesener Berge
- Brunnenberg (161,4 m), Landkreis Nienburg/Weser, Rehburger Berge
- Kleiner Kellenberg (161,4 m), Landkreis Osnabrück, Wiehengebirge
- Münchhausener Berg (160 m), Landkreis Schaumburg, Bückeberg
- Venner Egge (158 m), Landkreis Osnabrück, Wiehengebirge
- Harderberg (157 m), Landkreis Osnabrück, Osnabrücker Bergland
- Kalkrieser Berg (157 m), Landkreis Osnabrück, Wiehengebirge
- Seilbahnberg (157 m), Landkreis Peine
- Ortsberg (157 m), Landkreis Hildesheim, Vorholz
- Öselberg (156 m), Landkreis Wolfenbüttel, Ösel
- Burgberg (Gehrdener Berg) (155 m), Region Hannover, Gehrdener Berg
- Gannaberg (ca. 155 m), Landkreis Harburg, Harburger Berge (Schwarze Berge)
- Hülsenberg (ca. 155 m), Landkreis Harburg, Harburger Berge (Schwarze Berge)
- Heisterberg (153 m), Landkreis Schaumburg, Bückeberg
- Wolfsberg (152,1 m), Region Hannover, Calenberger Land
- Falkenberg (150 m), Landkreis Celle, Lüneburger Heide
- Steenshöhe (149,4 m), Landkreis Osnabrück, Wiehengebirge
- Schleptruper Egge (148 m), Landkreis Osnabrück, Wiehengebirge
- Vörier Berg (147,6 m), Region Hannover, Calenberger Land
- Signalberg (146 m), Landkreis Vechta, Dammer Berge
- Lechtenbrink (146 m), Stadt Osnabrück, Stadtteil Darum, Osnabrücker Bergland
- Hengelsberg (145,2 m), Landkreis Osnabrück, Osnabrücker Bergland
- Süerser Berg (143 m), Region Hannover, Gehrdener Berg
- Hoher Mechtin (142 m), Landkreis Lüchow-Dannenberg, Naturpark Wendland.Elbe, Drawehn
- Mordkuhlenberg (142 m), Landkreis Vechta, Dammer Berge
- Lauseberg (141,0 m), Region Hannover, Deister
- Pampower Berg (140 m), Landkreis Lüchow-Dannenberg, Naturpark Wendland.Elbe
- Trillenberg (140 m), Landkreis Osnabrück, Ankumer Höhe
- Queckenberg (140 m), Landkreis Osnabrück, Ankumer Höhe
- Hagenberg (136,2 m), Landkreis Osnabrück, Teutoburger Wald
- Köthenerberg (139 m), Region Hannover, Gehrdener Berg
- Sandforter Berg (138,9 m), Stadt Osnabrück, Stadtteil Voxtrup, Osnabrücker Bergland
- Wölpinghauser Berg (136 m), Landkreis Schaumburg, Rehburger Berge
- Steinbrink (135,6 m), Landkreis Osnabrück, Wiehengebirge
- Die Diebeskuhlen (ca. 135 m), Landkreis Harburg, Harburger Berge (Schwarze Berge)
- Schillerberg (133 m), Landkreis Osnabrück, Ankumer Höhe
- Gattberg (129,1 m), Landkreis Osnabrück, Osnabrücker Bergland
- Brunsberg (Lohberge) (129 m), Landkreis Harburg, Harburger Berge (Schwarze Berge)
- Langer Stein (129,0 m), Landkreis Harburg, Harburger Hügelland
- Feldbrink (128,1 m), Kreis Minden-Lübbecke, Stemweder Berg
- Kiekeberg (127,1 m), Landkreis Harburg, Harburger Hügelland
- Lemförder Berg (126,1 m), Landkreis Diepholz, Stemweder Berg
- Schölerberg (126 m), Stadt Osnabrück, Stadtteil Schölerberg, Osnabrücker Bergland
- Kattenberg (125,7 m), Landkreis Vechta, Dammer Berge
- Blauer Berg (125 m), Landkreis Uelzen, Samtgemeinde Suderburg, Lüneburger Heide
- Krippenfeldberg (125 m), Landkreis Osnabrück, Ankumer Höhe
- Beester Berg (124 m), Landkreis Osnabrück, Ankumer Höhe
- Schinkelberg (123,1 m), Stadt Osnabrück, Stadtteil Schinkel, Osnabrücker Bergland
- Stemmer Berg (122,8 m), Region Hannover, Calenberger Land
- Pugelatz (122 m), Landkreis Uelzen, Soltendieck, Drawehn
- Nordberg genannter künstlicher Müllberg auf der Deponie Hannover (121,3 m), Stadt Hannover
- Düdinghäuser Berg (121,0 m), Landkreis Schaumburg, Rehburger Berge
- Lindenberg (Salzgitter-Thiede) (121 m), Stadt Salzgitter
- Haster Berg (121 m), Stadt Osnabrück, Stadtteil Haste, Osnabrücker Bergland
- Spröckelnberg (121 m), Landkreis Vechta, Dammer Berge
- Kolkenberg (120 m), Landkreis Osnabrück, Ankumer Höhe
- Kuhberg (120 m), Landkreis Osnabrück, Ankumer Höhe
- Loccumer Berg (118,7 m), Landkreis Nienburg/Weser, Rehburger Berge
- Kreuzberg (117 m), Landkreis Vechta, Dammer Berge
- Brockumer Klei (116,5 m), Landkreis Diepholz, Stemweder Berg
- Hasselbrack (116,2 m), höchste Erhebung Hamburgs, an Grenze zu Niedersachsen, Harburger Berge (Schwarze Berge)
- Bökenberg (114 m), Landkreis Vechta, Dammer Berge
- Geitelder Berg (111 m), Stadt Braunschweig
- Kettelsberg (108,6 m), Landkreis Osnabrück, Gehn
- Gehnberg (108,1 m), Landkreis Osnabrück, Gehn
- Roter Berg (108 m), Landkreis Osnabrück, Hüggel
- Fistelberge (107,1 m), Landkreis Harburg, Harburger Berge (Schwarze Berge)
- Flidderberg (107 m), Landkreis Harburg, Lohberge (Schwarze Berge)
- Hüttenberg (106 m), Region Hannover, Landkreis Nienburg/Weser, Grinderwald
- Kronsberg (106 m), Region Hannover
- Frettberg (105,9 m), Landkreis Osnabrück, Gehn
- Atgeberg (101,0 m), Landkreis Schaumburg, Rehburger Berge
- Höllenberg (101 m), Landkreis Harburg, Lohberge (Schwarze Berge)
- Otterberg (101 m), Landkreis Harburg, südwestlich der Harburger Berge
- Tempelberg (95,3 m), Landkreis Harburg, Harburger Berge (Schwarze Berge)
- Nußberg (93 m), Stadt Braunschweig
- Bentheimer Schlossberg (92 m), Landkreis Grafschaft Bentheim, Ausläufer des Teutoburger Waldes
- Windmühlenberg (90 m), Landkreis Emsland, Lingener Höhe
- Heisterberge (90,4 m), Landkreis Nienburg, Eickhofer Heide
- Poascheberg (89 m), Landkreis Grafschaft Bentheim, Niedergrafschaft, bei Neuenhaus
- Bassumer Utkiek (87 m), Landkreis Diepholz, künstlich aufgeschütteter Berg bei Bassum
- Lindener Berg (87 m), Region Hannover
- Giersberg (83 m), Stadt Braunschweig
- Larberger Egge (82 m), Landkreis Osnabrück, Wiehengebirge
- Harzhorn (82 m), Landkreis Peine, Erhebung am östlichen Ortsrand von Duttenstedt
- Silberberg (74 m), Landkreis Cuxhaven, Wingst
- Windberg (73 m), Landkreis Emsland, Hümmling
- Queckeberg (73 m), Landkreis Emsland, Lingener Höhe
- Lüttker Sand (72 m), Landkreis Emsland, Hümmling
- Stucksberg (70,3 m), Landkreis Harburg, Lohberge (Schwarze Berge)
- Isterberg (68 m), Landkreis Grafschaft Bentheim, Südlich von Nordhorn
- Georgenhöhe (Georgshöhe) (66 m), Landkreis Cuxhaven, Westerberg
- Sunderberg (66 m), Landkreis Emsland, Hümmling
- Litberg (65 m), Landkreis Stade, Tostedter Geest
- Besenbeckerberg (63 m), Landkreis Cuxhaven, Westerberg
- Seilbahnberg (62,7 m), Landkreis Peine, künstliche Erhebung am östlichen Ortsrand von Lengede
- Deutscher Olymp (62 m), Landkreis Cuxhaven, Wingst
- Krähenberg (60,1 m), Landkreis Nienburg, Krähe
- Gretenberg (60 m), Landkreis Cuxhaven, Wingst
- Hollbeckerberg (59 m), Landkreis Cuxhaven, Westerberg
- Hoher Berg (58,2 m), Landkreis Diepholz, Syke
- Bullenberg (56 m), Landkreis Cuxhaven, Westerberg
- Dulonsberg (56 m), Landkreis Cuxhaven, Westerberg
- Kraienberg (Kreienberg; 56 m), Landkreis Cuxhaven, Wingst
- Finkenberg (55 m), Landkreis Diepholz, Syke
- Leerßer Berg (54,7 m) Landkreis Diepholz, Syke
- Weyerberg (54,4 m), Landkreis Osterholz, Worpswede
- Kiekerberg (51,5 m), Landkreis Cuxhaven, Westerberg
- Fuchsberg (32,4 m), Landkreis Cuxhaven, Wingst
- Hasenberg (32 m), Landkreis Cuxhaven, Wingst
- Süttorfer Berg (27 m), Landkreis Lüneburg, Neetze
- Kleverberg (25,3 m), Landkreis Cuxhaven, Wingst
- Walter-Großmann-Düne (24,4 m), Landkreis Aurich, Norderney
- Gierenberg (23 m), Landkreis Oldenburg, Osenberge
- Kistenberg (23 m), Landkreis Oldenburg, Osenberg